# Kim Song-hui
Kim Song-hui (ur. 24 lutego 1965) – północnokoreański łyżwiarz szybki.
W 1984 startował na igrzyskach olimpijskich, na których wystartował w wyścigu na 500 i 1000 m. Na krótszym dystansie zajął 37. miejsce z czasem 41,23 s, a na dłuższym był 36. z czasem 1:22,04 s.